# Ճ
Das Čê (Ճ und ճ) ist der 19. Buchstabe des armenischen Alphabets. Der Buchstabe stellt den Laut [t͡ʃ] (westarmenisch: [d͡ʒ]) dar und wird im Deutschen mit dem Tetragraphen Tsch (westarmenisch: Dsch) transkribiert.
Es ist dem Zahlenwert 100 zugeordnet. 

## Zeichenkodierung
Das Čê ist in Unicode an den Codepunkten U+0543 (Großbuchstabe) bzw. U+0573 (Kleinbuchstabe) zu finden.